# Margate (Tasmania)
Margate – miasto w Australii, w południowej części Tasmanii.